# Vallées de la Thur et Doller

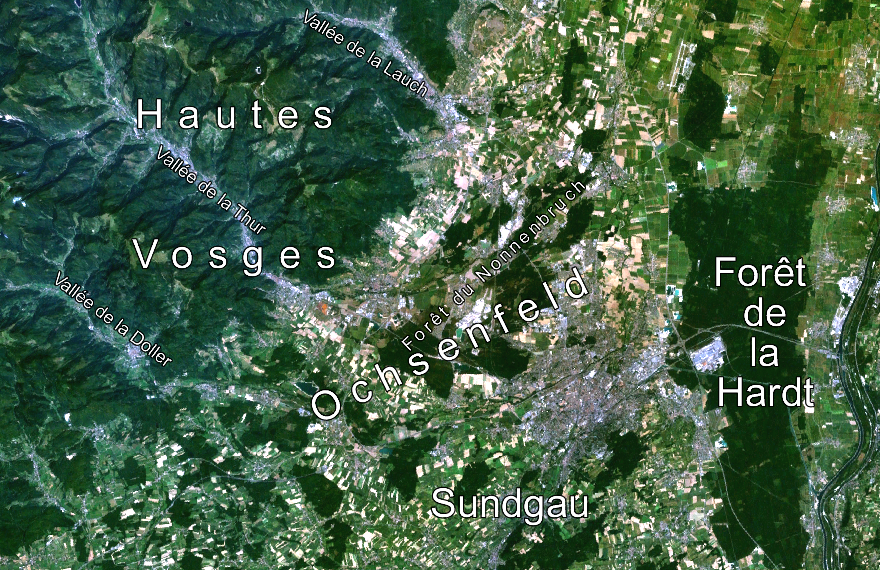
Vue satellite de la région mulhousienne et des trois vallées du Sud-Alsace, Landsat 7, NASA

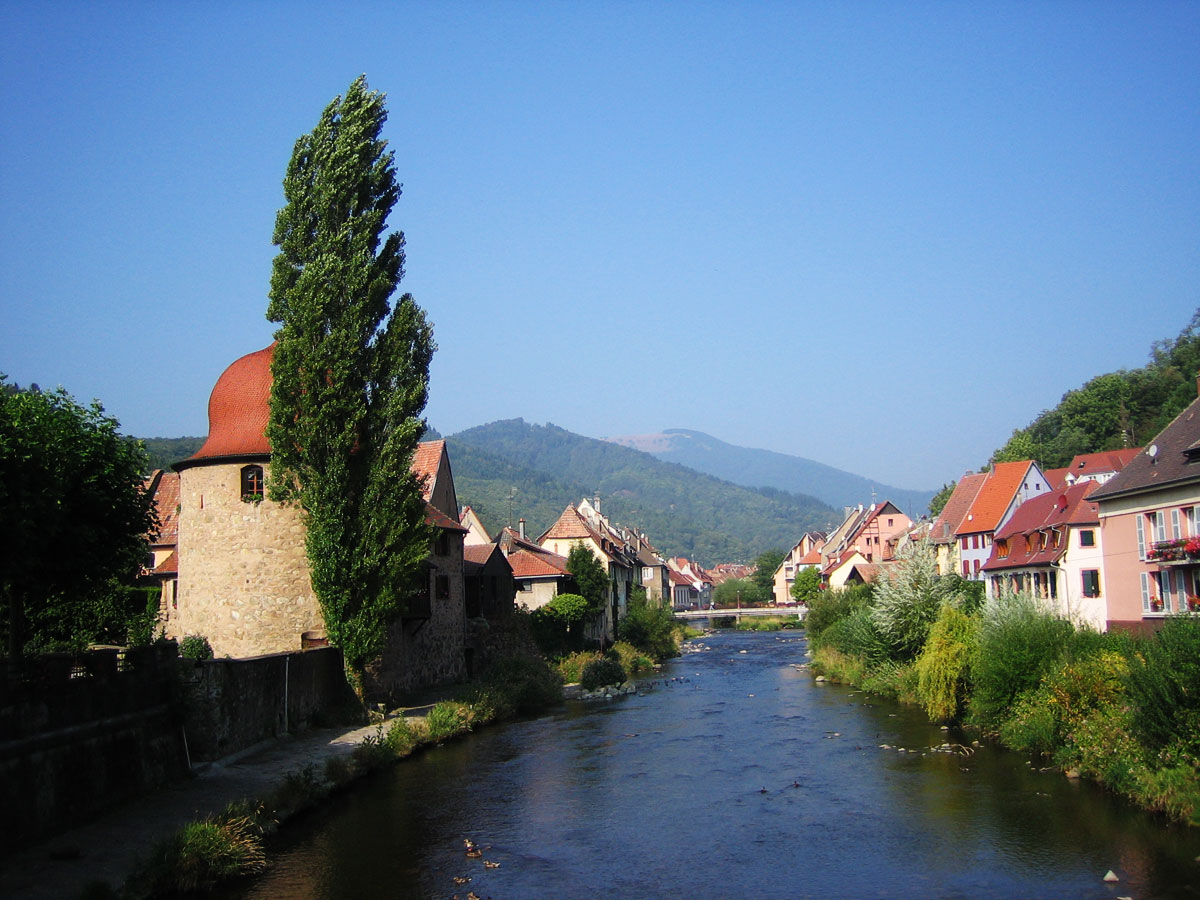
La Thur à Thann

Le Pays Thur Doller est situé dans le département du Haut-Rhin, dans le Sud-Ouest de la région Alsace, plus précisément à l'ouest de l'agglomération mulhousienne. D'une superficie d'environ 486 kilomètres carrés, ses limites ont été adoptées en 2003. Elles reposent sur l'unité culturelle et économique du territoire constitué par les anciens cantons de cantons de Cernay, Masevaux, Saint-Amarin et Thann, soit quarante-neuf communes.
Les contours du Pays Thur Doller épousent la partie originelle de l'arrondissement de Thann, avant que celui de Guebwiller lui soit rattaché en 2015.
La Communauté de Communes du Pays de Thann (devenue Communauté de Communes de Thann-Cernay) a été identifiée comme le support administratif et financier du Pays Thur Doller.
Le territoire est composé des vallées de la Thur et de la Doller qui sont les plus méridionales des Vosges alsaciennes, ainsi que de leur débouché sur la plaine d'Alsace. Les vallées de la Thur et de la Doller présentent la forte particularité d'être séparées par des massifs et notamment le Rossberg. Malgré cet obstacle physique et des formes urbaines contrastées, les décideurs des deux vallées ont choisi de s'engager dans une démarche commune de territoire en crée le Pays Thur Doller au sens de la loi Voynet. 
Elles font partie (avec la vallée de la Lauch) des trois vallées sud-alsaciennes qui donnent directement sur l'agglomération mulhousienne.
La vallée de la Thur est reliée à Mulhouse intra-muros par un système de transport périurbain innovant appelé tram-train Mulhouse-Vallée de la Thur.
Le Pays Thur Doller bénéficie d'un positionnement stratégique inter-régional et transfrontalier favorable aux confins de l'Alsace, de la Franche-Comté, de la Lorraine, de la Suisse et de l'Allemagne. Proche du pôle Mulhouse-Bâle, le Sud du Pays est également ouvert à l'agglomération de Belfort-Montbéliard.
Le 2 octobre 2014, il devient un Pôle d'équilibre territorial et rural.